# Maurilia undaira
Maurilia undaira är en fjärilsart som beskrevs av Swinhoe 1918. Maurilia undaira ingår i släktet Maurilia och familjen trågspinnare. Inga underarter finns listade i Catalogue of Life.